# Defying Gravity - Le galassie del cuore
Defying Gravity - Le galassie del cuore (Defying Gravity) è una serie televisiva statunitense creata da James Parriott e trasmessa dalla ABC.
La serie è composta da una sola stagione da 13 episodi andata in onda a partire dal 2 agosto 2009, dopo un mese di programmazione il network ABC decise di cancellare la serie. In Italia la serie ha debuttato, sul canale Fox Life, il 15 giugno 2010.

## Trama
Ambientato nel 2052 (con continui flashback agli anni precedenti, nella linea temporale della storia), la serie verte su otto astronauti - quattro uomini e quattro donne - provenienti da cinque diversi stati, in un viaggio della durata di sei anni attraverso il sistema solare; tutto quello che faranno sulla nave verrà monitorato dal team di terra, sia come aiuto alla missione sia come documentario da trasmettere alle generazioni future.
Il vero obiettivo del viaggio però è occultato anche agli astronauti. Nella piana di Natzca, molti anni prima della partenza, era stato ritrovato un alieno costituito di pura energia frattale. Questo alieno è stivato in uno dei container della lunga nave spaziale. Il suo modo di comunicare è creare delle visioni e delle allucinazioni in alcuni prescelti e ogni membro della nave è in qualche modo stato prescelto da lui. La lunga odissea promessa dalla trama ha lo scopo di recuperare altri colleghi dell'alieno dislocati in vari punti del sistema solare. Tutto lascia presupporre che ogni alieno sia di un colore diverso dell'iride, ma non è dato sapere cosa succederà quando tutti questi esseri saranno riuniti.
La prima stagione si interrompe col ritrovamento su Venere del secondo alieno che è rosso. Gli influssi dell'alieno sull'equipaggio sono molteplici: questi ora li guida verso certi obiettivi, ora li distoglie da pericoli, spesso dimostra una certa capacità di prevedere il futuro che rivela ai cosmonauti con dei sogni premonitori.
La serie è stata annunciata dal network televisivo, come "Grey's Anatomy nello spazio" e questo è motivato dal fatto che i protagonisti sono ben caratterizzati attraverso una narrazione tramite continui flashback riguardanti la loro vita precedente alla partenza e relazioni amorose che li hanno legati sentimentalmente.

## Episodi
| Stagione       | Episodi | Prima TV originale | Prima TV Italia |
| -------------- | ------- | ------------------ | --------------- |
| Prima stagione | 13      | 2009               | 2010            |

## Personaggi
| Personaggio        | Attore           | Posizione                                            | Provenienza      |
| ------------------ | ---------------- | ---------------------------------------------------- | ---------------- |
| Ajay Sharma        | Zahf Paroo       | orig. Ingegnere di Volo, ora team di terra           | Mumbai, India    |
| Claire Dereux      | Maxim Roy        | Chirurgo, team di terra                              | Montreal, Canada |
| Dr. Evram Mintz    | Eyal Podell      | Dottore di bordo e psichiatra                        | Israele          |
| Eve Weller-Shaw    | Karen Leblanc    | Controllo missione (Burtran Corporation)             | USA              |
| Jen Crane          | Christina Cox    | biologa                                              | Canada           |
| Maddux Donner      | Ron Livingston   | Capo ingegnere                                       | Iowa             |
| Mike Goss          | Andrew Airlie    | Direttore della Missione di Volo                     | USA              |
| Nadia Schilling    | Florentine Lahme | Copilota                                             | Germania         |
| Paula Morales      | Paula Garcés     | pilota e fa dei filmati agli astronauti nello spazio | Texas            |
| Rollie Crane       | Ty Olsson        | Comandante, ora Capo team di terra                   | USA              |
| Steve Wassenfelder | Dylan Taylor     | fisico teorico                                       | USA              |
| Ted Shaw           | Malik Yoba       | Comandante                                           | USA              |
| Trevor Williams    | Peter Howitt     | Giornalista                                          | Regno Unito      |
| Zoe Barnes         | Laura Harris     | geologo                                              | USA              |